# William Maw Egley

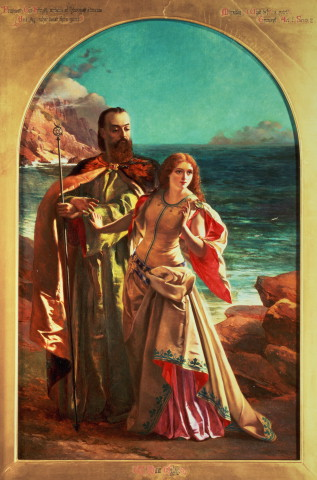
Prospero and Miranda — (Prospero și Miranda), pictură de William Maw Egley – circa 1850, realizată într-un mod romantic — se observă acuratețea, sofisticarea, complexitatea și bogația costumelor, o preocupare constantă a pictorului de-a lungul întregii sale vieți artistice

William Maw Egley (n. 1826, Londra, Regatul Unit al Marii Britanii și Irlandei – d. 1916) a fost un artist plastic vizual englez al erei victoriene.

## Biografie

### Studii
Fiul pictorului miniaturist William Egley, William Maw a studiat cu tatăl său. Printre cele mai timpurii picturi ale sale, se numără și întruchiparea personajelor Prospero and Miranda din ultima piesă a lui William Shakespeare, scrisă în întregime de el, Furtuna – The Tempest.

### Operă
Primele sale lucrări au fost realizate într-o manieră asemănătoare cu cele ale grupului artistic The Clique. Unul din pictorii grupului The Clique, William Powell Frith, l-a angajat pe Egley să îi picteze fundalurilor tablourilor sale. Curând, Egley și-a creat un stil influențat de Frith, incluzând subiecte de tip viață domestică și copii.
Majoritatea picturilor sale înfățișau scene cotidiene ale vieții rurale și urbane, de multe ori comice, prezentând festivaluri ale recoltei și îmbrăcămintea contemporană a oamenilor timpului său. Cea mai cunoscută pictură a sa, Omnibus Life in London (Viața din Londra în omnibus, aflată la Tate Gallery), prezintă o scenă comică a călătorilor, a acelor oameni, înghesuiți laolaltă în acel mijloc de transport în comun al timpului.
Deși William Maw Egley a arătat mereu un mare interes în a prezenta îmbrăcămintea oamenilor timpurilor pe care le înfățișa, cărora le-a acordat mare atenție, a fost adesea criticat – și, cel mai adesea, nejustificat – pentru o anume „nepricepere,” stângăcie sau chiar duritate, care a fost atribuită însuși stilului său de a picta – „his paintings were often criticised for their hard, clumsy style (picturile sale au fost adesea criticate pentru stilul lor dur, stângaci”)."
În anii 1860 - 1870, Egley s-a reorientat către a înfățișa, în picturile sale, subiecte umane îmbrăcate conform modei romantice a secolului al XVIII-lea. În ciuda faptului că artistul vizual a produs atunci un mare număr de picturi bune, vandabile și plăcute privitorilor, opera sa nu a fost admirată de ochii criticilor.